# Emirates SkyCargo
Emirates SkyCargo is een vrachtluchtvaartmaatschappij met haar basis in Dubai. SkyCargo is de vrachtdivisie van Emirates.

## Geschiedenis
Emirates SkyCargo werd samen met Emirates opgericht in oktober 1985. Op 3 oktober 1993 sloot Emirates SkyCargo een overeenkomst met EC International en begon met het uitvoeren van vrachtvluchten voor EC International naar 24 verschillende bestemmingen die ook al aangevlogen werden door Emirates.
Doorheen de jaren 90 kende zowel Emirates SkyCargo als Emirates een sterke groei. In 1997 zorgde Emirates SkyCargo voor 16% van de inkomsten van de Emirates Groep. In 2005 ging Emirates SkyCargo een codeshare-overeenkomst aan met Korean Air Cargo voor de vluchten naar Delhi en Mumbai. Op 14 oktober 2008 trok Emirates SkyCargo in in de Cargo Mega Terminal op Dubai International Airport. Inmiddels is het bedrijf verplaatst naar Al Maktoum International Airport kort weg DWC

## Bestemmingen
Emirates SkyCargo vliegt met haar vrachtvliegtuigen op 34 bestemmingen in 22 verschillende landen. Ze maakt ook gebruik van de vrachtruimte van Emirates passagierstoestellen waarmee Emirates SkyCargo nog eens 165 bestemmingen bereikt. De luchtvaartmaatschappij vliegt met zowel vracht- als passagierstoestellen op Schiphol. In 2014 werd er ook een paar maanden met vrachttoestellen op Liège Airport bij Luik gevlogen, maar deze lijn is intussen stopgezet. Vanaf 2 november 2015 is Emirates SkyCargo begonnen met vluchten vanaf Brussels Airport.

## Vloot

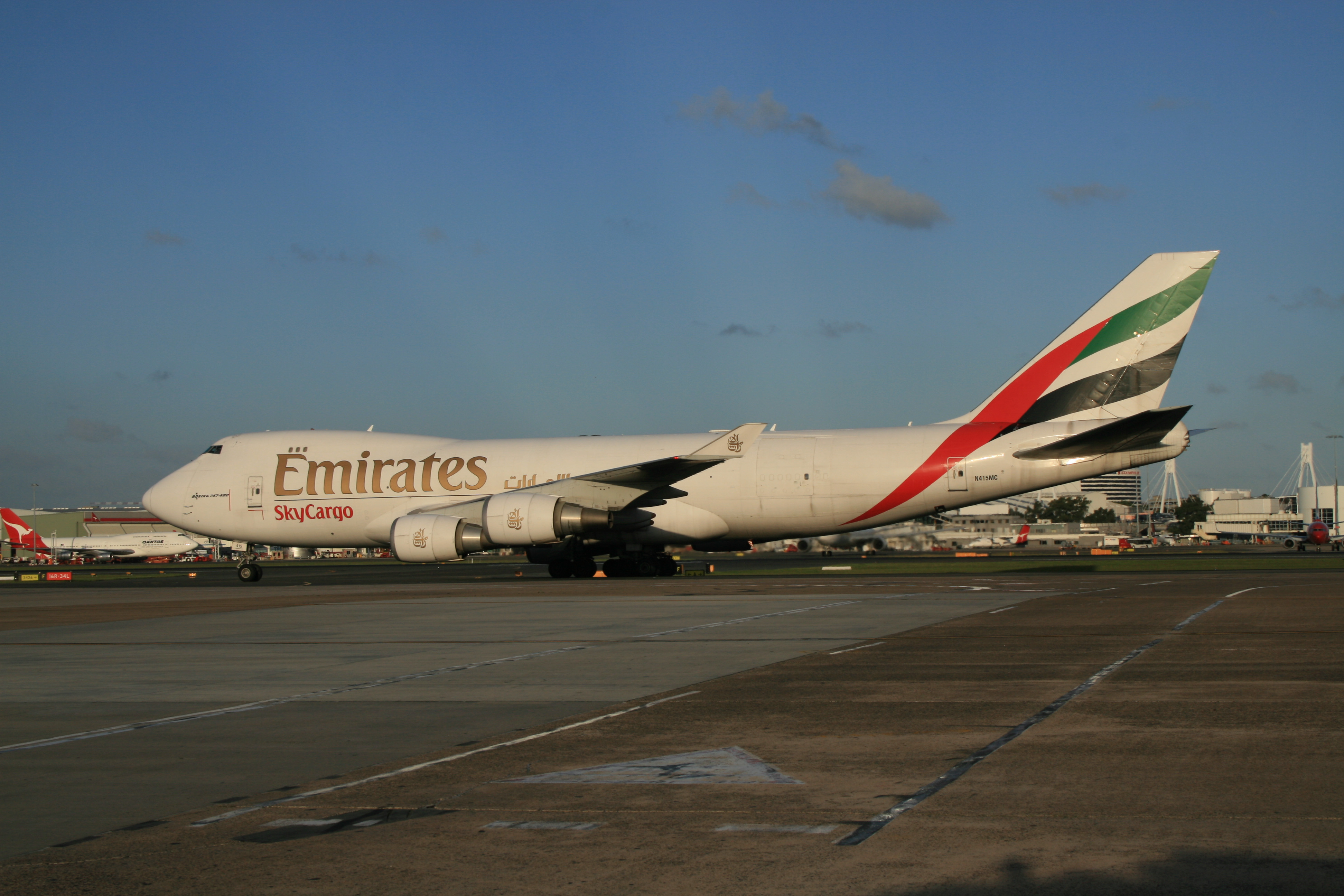
Een Boeing 747-400F van Emirates SkyCargo

Emirates SkyCargo maakte in mei 2017 gebruik van 15 vrachttoestellen. Naast deze vrachttoestellen maakt Emirates SkyCargo ook nog gebruik van de vrachtruimte in de 246 passagierstoestellen van Emirates.
| Type              | Aantal | Orders     | Opties | Vrachtcapaciteit |
| ----------------- | ------ | ---------- | ------ | ---------------- |
| Boeing 747-400ERF | 2      | 117.000 kg |        |                  |
| Boeing 777F       | 13     | 103.000 kg |        |                  |
| Totaal            | 15     | 0          | 0      |                  |